# Księga Wojen Jahwe
Księga Wojen Jahwe (również: Księga Wojen Pana) – jedna z wielu starożytnych ksiąg, na które powołuje się Biblia. Nie zachowała się do współczesnych czasów lub jeszcze nie została znaleziona. Jest wymieniana w Lb 21,14-15 oraz prawdopodobnie w 21,17-18.27-30. Kontekst wskazuje na to, że zawierać mogła epickie sprawozdania z wojen toczonych przez Izraelitów w trakcie podboju Kanaanu.
Tytuł podkreśla, że zgodnie z wykładnią biblijną to sam Bóg Jahwe walczył za Izraela (por. 1 Sm 17,47).
Według M-J Lagrange'a również epizody wojenne w Księdze Sędziów pochodziły z Księgi Wojen Jahwe, a w szczególności Pieśń Debory.